# Mamert Coullion
Mamert Coullion (11 mai 1759, Angers - 10 décembre 1819, Levière), est un homme politique français.

## Biographie
D'une famille de négociants, il exerçait lui-même le négoce à Angers quand survint la Révolution. Nommé officier municipal et juge-consul en mars 1791, il entra en 1792 au directoire du département. Mais cette administration étant devenue suspecte en 1793, un arrêté du 6 octobre la suspendit, et Coullion, compris dans un convoi de prisonniers, fut conduit en détention au château d'Amboise. Le 9 thermidor le délivra : il reprit alors ses fonctions, pour s'en démettre le 26 floréal au III.
Le 23 germinal an V, il est élu député de Maine-et-Loire au Conseil des Cinq-Cents. Il combattit dans cette Assemblée le projet de loi qui excluait des assemblées primaires les chefs amnistiés des rebelles.
Il retourna en Anjou avec le titre de secrétaire général de la préfecture ; il conserva ses fonctions de secrétaire général durant tout l'Empire. Destitué par la première Restauration, il envoya au Moniteur, pendant les Cent-Jours, un Appel aux Fédérés (5 mai 1815), et se retira, après Waterloo, dans sa maison de Levière, où il mourut quelques années plus tard, après avoir été réintégré dans le corps préfectoral.
Il est le gendre de Jean-Baptiste Cesbron de la Rogerie.

## Sources
- « Mamert Coullion », dans Adolphe Robert et Gaston Cougny, Dictionnaire des parlementaires français, Edgar Bourloton, 1889-1891 [détail de l’édition]